# Cyalithus
Cyalithus – rodzaj chrząszczy z rodziny bogatkowatych, podrodziny Chrysochroinae i plemienia Chrysochroini.

## Taksonomia
Rodzaj ten został opisany w 1864 roku przez Achille Dyrolle jako Aproposus, z gatunkiem typowym Aprosopus rugifrons Deyrolle 1864. Nazwa ta była jednak już zajęta i w 1878 Thomson opisał ten rodzaj pod nazwą Cyalithus.

## Opis
Głowa prawie pozioma na czole. z głębokim, wąskim dołkiem pośrodku, mocno i głęboko punktowana na wierzchu. Przedplecze silnie punktowane z wyjątkiem gładkiego, wąskiego śladu środkowego pasa. Pokrywy umiarkowanie do silnie punktowanych, z piłkowatymi, małymi ząbkami na tylnej krawędzi

## Występowanie
Rodzaj występuje w krainie orientalnej.

## Gatunki
Opisano dotąd 4 gatunki z tego rodzaju:
- Cyalithus cohici Descarpentries, 1948
- Cyalithus fouqueti (Bourgoin, 1925)
- Cyalithus rugifrons (Deyrolle, 1864)
- Cyalithus vitalisi (Bourgoin, 1922)